# Garmoška

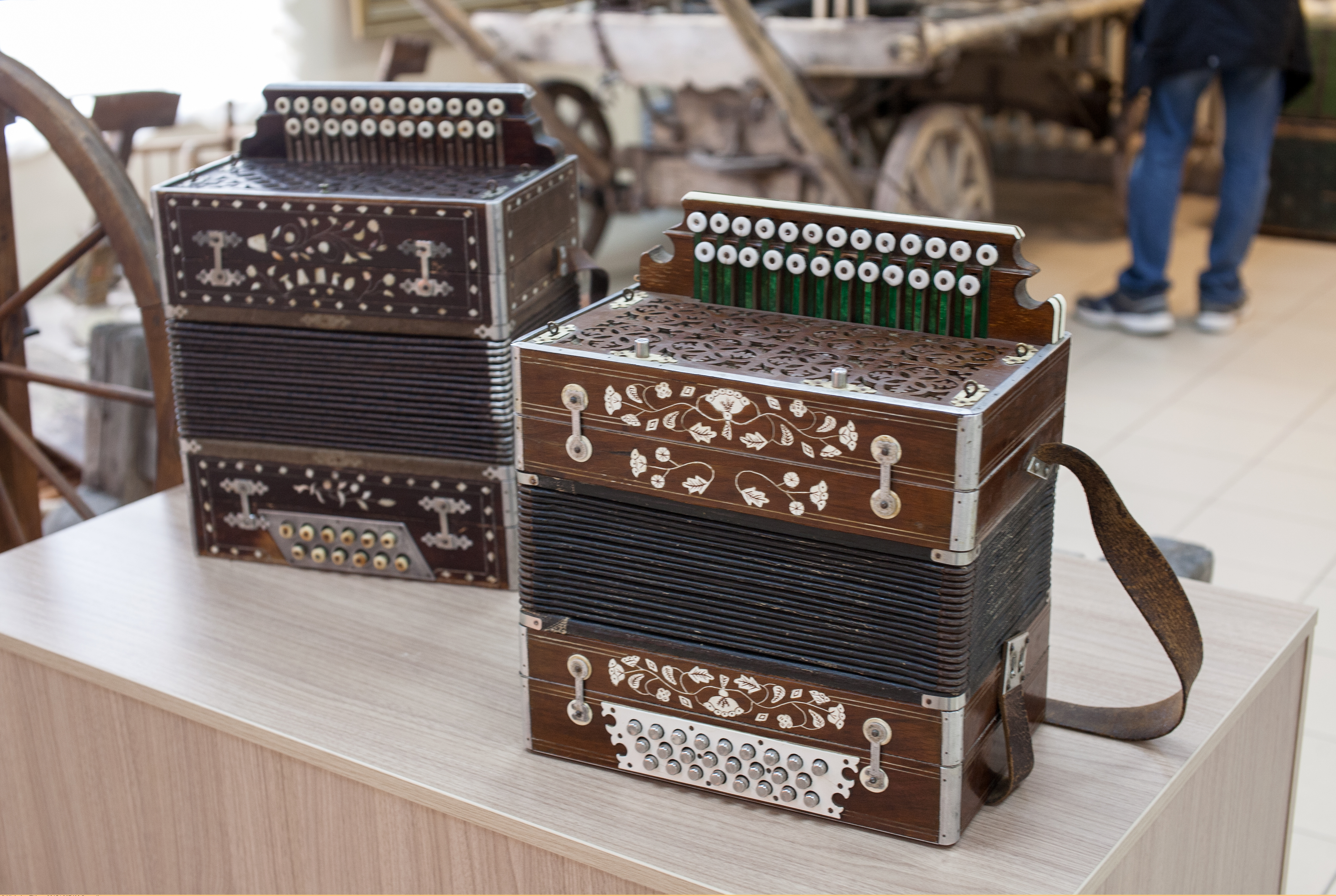
Dvouřadá garmoška

Garmoška je ruská dvouřadá diatonická harmonika.

## Historie
První garmoška byla vytvořena na začátku 20. století ve Vologdě mistrem Nikolajem Vladimirovičem Smyslovem. Nejdříve ji nazval „Severjanka“. Na rozdíl od již existujících heligonek, nebyl zvuk závislý na směru tahu měchu. Stejnou vlastnost měly i chromatické akordeony. Díky této podobnosti s chromatickými akordeony se jí začalo říkat „Chromka“. Asi za 10–15 let nabrala popularitu mezi lidmi.
V letech 1925–1930 garmoška vytlačila heligonky a stala se až do současné doby nejběžnějším typem diatonických harmonik v Rusku.

## Klaviatury
Ze začátku měly garmošky v pravé ruce 21 knoflíků a v levé ruce 12 knoflíků s oddělenými zvuky (basy) i akordy. Postupem času bylo v pravé ruce rozmístěno 23 knoflíků. V současné době mají nejběžnější garmošky (chromky) 25 knoflíků v pravé ruce a 25 knoflíků v levé ruce (označení 25x25).
Garmoška hraje jen v jedné určité tónině např. C#, D#, A, B♭...
Existují garmošky ve všech tóninách, ale sama garmoška dokáže hrát jen v té jedné určité.
Poznámka: Níže uvedené ukázkové příklady jsou pro garmošky v tónině C.
Navzdory svému názvu - chromka (zkrácenina slova chromatická) je diatonický hudební nástroj vycházející z přirozené diatonické durové stupnice (může však vycházet rovněž z mollové stupnice). Durová stupnice má noty: C, D E, F, G, A, H; mollová stupnice: A, H, C, D, E, F, G.
Svislé řady knoflíků u pravé i levé klaviatury se počítají od měchu. 

#### Počet hlasů
Garmošky se liší maximálním počtem současně znějících hlasů při stisknutí jednoho knoflíku na pravé ruce. Garmošky s více než jedním hlasem mají různě laděné jazýčky.